# Gordon Ramsay
Gordon James Ramsay OBE (Johnstone, 8 de novembro de 1966), é um chef de cozinha, youtuber, autor e personalidade televisiva britânico nascido na Escócia. Seu grupo de restaurantes, Gordon Ramsay Restaurants, foi fundado em 1997 e recebeu 17 estrelas Michelin no total e atualmente detém oito. Seu restaurante de assinatura, Restaurant Gordon Ramsay em Chelsea, Londres, detém três estrelas Michelin desde 2001. Depois de ganhar fama na minissérie de televisão britânica Boiling Point em 1999, Ramsay se tornou um dos chefs mais conhecidos e influentes do mundo.

## Vida e obra
Gordon Ramsay nasceu em Johnstone, Renfrewshire, na Escócia, e foi criado desde os cinco anos de idade em Stratford-upon-Avon, Warwickshire, Inglaterra. Ramsay é o segundo de quatro filhos: Tem uma irmã mais velha, Diane, um irmão mais novo, Ronnie (Ramsay revelou que este foi preso por posse de heroína ainda jovem), e uma irmã mais nova, Yvonne. Seu pai Gordon (falecido em 1997) foi, dentre suas profissões: um gerente de clube aquático, soldador e lojista. Sua mãe chama-se Helen Cosgrove. Ramsay descreveu sua infância como "irremediavelmente itinerante", como sua família se mudou constantemente devido às aspirações e fracassos de seu pai. Em 1976, eles finalmente se estabeleceram em Stratford-upon-Avon, onde ele cresceu na região de Bishopton. Em sua autobiografia, Humble Pie (no Brasil com o título de Chocolate Amargo), Ramsay descreve sua infância como sendo marcada por abuso e negligência do pai alcoólatra, um "mulherengo beberrão". Com 16 anos, Ramsay saiu da casa da família para um apartamento em Banbury.
Em meados da década de 1980, Ramsay trabalhou como commis chef no Wroxton House Hotel. Ele comandou a cozinha e a sala de jantar com 60 lugares no Wickham Arms até que ele pediu demissão após dormir com a esposa do proprietário. Ramsay então se mudou para Londres, onde trabalhou em uma série de restaurantes até ser inspirado a trabalhar para Marco Pierre White no seu restaurante Harveys.
Em 1998, Ramsay abriu seu próprio restaurante em Chelsea, o Restaurant Gordon Ramsay, com a ajuda de seu sogro, Chris Hutcheson, e seus antigos colegas.  O restaurante ganhou sua terceira estrela Michelin em 2001, tornando Ramsay o primeiro escocês a alcançar esse feito. Em 2011, o The Good Food Guide nomeou o Restaurant Gordon Ramsay o segundo melhor restaurante do Reino Unido, atrás do Fat Duck em Bray, Berkshire.
Além de diversos restaurantes espalhados pelo Reino Unido e Estados Unidos, Ramsay é protagonista de diversos programas televisivos, entre eles alguns reality shows, onde se notabilizou pela rigidez com que trata os participantes.

## Vida pessoal
Gordon Ramsay tem uma coleção de nove Ferraris, oito na Europa e uma nos Estados Unidos, um Ferrari California T. Um dos primeiros foi-lhe oferecido pela mulher, Tana, quando o chef recebeu a sua terceira estrela Michelin, em 2000.
Ramsay é casado com Cayetana Elizabeth Hutcheson desde 1996. Eles dividem o seu tempo entre Londres e Los Angeles. O casal tem seis filhos, Megan, nascida em 1998, os gémeos Holly e Jack nascidos em 2000, Matilda que também é chefe de cozinha e têm um programa de televisão, nascida em 2001, Oscar, nascido em 2019, e Jesse James, nascido em 2023.

## Programas
- Hell's Kitchen
- Kitchen Nightmares
- The F-Word
- MasterChef
- Hotel Hell
- Masterchef Junior
- Masterchef EUA
- Gordon “Behind Bars”